# La Guerre des Mondes 2 : La Prochaine Vague
Série
La Guerre des mondes
(2005)
Pour plus de détails, voir Fiche technique et Distribution.
La Guerre des Mondes 2 : La Prochaine Vague (War of the Worlds 2: The Next Wave) est un film indépendant américain réalisé par C. Thomas Howell, sorti en 2008. Le film a été produit et distribué par The Asylum.
Le film est une suite de La Guerre des mondes, une adaptation du roman de 1898 de H. G. Wells et le mockbuster de l’adaptation de la même source par DreamWorks et Paramount. Le ton et l’intrigue globale du film diffèrent considérablement du premier film et recyclent des éléments du roman.
Le film se déroule deux ans après l’invasion extraterrestre initiale, suivant les restes de la race humaine qui lancent une attaque sur la planète Mars pour contrer une deuxième attaque. C. Thomas Howell reprend son rôle de George Herbert.

## Synopsis
George Herbert explique que malgré des années de recherche de vie extraterrestre, l’humanité ne s’attendait pas à l’invasion qui a dévasté la civilisation humaine et l’a plongée dans l’anarchie. Les extraterrestres ont été tués par un manque d’immunité aux bactéries présentes dans le sang humain qu’ils ont consommé. Deux ans plus tard, on voit une ville peuplée de réfugiés silencieux, dont les personnages de Shackleford et Sissy. Soudain, trois tripodes atterrissent dans la ville. Les gens sont frappés par un rayon de chaleur. Shackleford prélève un échantillon du sang de Sissy, qu’il s’injecte.
A Washington, la société américaine ne s’est pas remise de l’invasion. George Herbert reconnaît une perturbation familière à la radio, comme on l’a entendu lors de la première invasion. Il révèle au major Kramer et à une équipe de scientifiques que ses études montrent que les extraterrestres créent un trou de ver entre la Terre et Mars pour mener une autre vague d’attaques. Une flotte d’avions de combat, qui semblent avoir des capacités de vol dans l’espace lointain, attaque ainsi la planète Mars. George rentre chez lui pour voir son fils Alex, mais il trouve à l’extérieur de sa maison un tripode qui enlève Alex. Il s’échappe dans une ville abandonnée et se réveille le lendemain matin pour trouver un homme nommé Pete fuyant un tripode. George se jette devant la machine et se réveille à l’intérieur de la machine avec Pete. Tous deux s’échappent avec Sissy, tandis que les Martiens commencent une seconde invasion, attaquant Londres et Paris. Le major Kramer dirige la flotte de jets pour chasser le vaisseau-mère extraterrestre vers Mars.
George, Pete et Sissy se retrouvent dans la ville du début du film. Shackleford leur révèle que la ville est créée par les tripodes pour que les humains capturés par les tripodes vivent sur Mars. Shackleford veut détruire les extraterrestres de la même manière que les bactéries l’ont fait lors de la première invasion. Shackleford et Sissy meurent d’un virus mortel pour les tripodes, et il convainc George de s’injecter son sang infecté. George et Pete sont à nouveau kidnappés et arrivent à l’intérieur du vaisseau-mère, où ils trouvent Alex dans un cocon. Là, George injecte son sang infecté dans une gousse contenant un cerveau télépathiquement connecté à tous les tripodes, et désactive ainsi l’invasion. George, Pete et Alex s’échappent juste au moment où le vaisseau-mère explose. George survit à l’infection, et les humains célèbrent cela en écoutant la radio. Celle-ci subit une interférence statique, indiquant une troisième invasion. Les personnages restent quelques instants silencieux avant la fin du film.

## Distribution
- C. Thomas Howell : George Herbert (une référence aux deux premiers prénoms de H. G. Wells, Herbert George)
- Christopher Reid : Peter Silverman
- Dashiell Howell : Alex Herbert
- Fred Griffith : le major Kramer

## Musique
La musique du film a été composée par Ralph Rieckermann, un ancien compositeur de The Asylum. Le film contient le single You Came into my Life qui mettait en vedette la voix du chanteur John Brown Reese.

## Accueil

### Réception critique
Blu-Ray.com a donné au film 1,5 étoile sur 5, constatant que même s’il débute bien, il s’effondre rapidement, devenant un fouillis.

## Analyse

### Différences par rapport au roman
War of the Worlds 2 est sensiblement différent de son prédécesseur dans le ton. Alors que War of the Worlds est resté relativement fidèle au roman, en mettant l’accent sur le réalisme et l’humanité plutôt que sur les extraterrestres eux-mêmes, War of the Worlds 2 présente des éléments de science-fiction considérablement plus étranges, rejetant le traitement d'horreur du premier film pour une prémisse d'action et d'aventure. L’intrigue du film est pour la plupart originale, et ses personnages entièrement, bien qu’il comporte des éléments du roman qui ont été exclus du premier film.
Contrairement au roman, les humains sont montrés comme ayant une efficacité et une compétence considérables dans la lutte contre les extraterrestres. Le personnage de l’artilleur envisage la possibilité d’abattre et d’étudier une machine de combat, puis d’en construire de nouvelles, avec des pilotes humains, pour repousser les envahisseurs. Les humains sont vus en train d’utiliser des jets qui ont été améliorés avec la technologie des extraterrestres pour lutter contre les envahisseurs.
Le premier film a fait un effort pour dissimuler l’origine martienne des extraterrestres (bien que le réalisateur David Michael Latt ait confirmé que les extraterrestres étaient bien des Martiens). Dans War of the Worlds 2, il est devenu de notoriété publique entre les événements que les extraterrestres sont originaires de Mars. Cependant, au lieu d’être lancés directement de la planète Mars comme dans le roman, leurs vaisseaux semblent être transportés dans l’espace proche de la Terre par un trou de ver.
Dans le roman, on voit les Martiens enlever des humains, les emporter et les placer dans des cages métalliques portées par les machines elles-mêmes. Dans War of the Worlds 2, les tripodes utilisent un pistolet de téléportation pour placer leurs prisonniers à l’intérieur.